# Giro al Sas
Il Giro al Sas è una gara internazionale di corsa su strada di 10 km che si svolge in ottobre nel centro storico della città di Trento.
Venne ideata nel 1907 per onorare il santo patrono della città, San Vigilio. La gara, interrotta durante la guerra, è proseguita poi costantemente dal 1945. La gara, una delle più antiche d’Europa, è stata vinta da alcuni dei più grandi atleti campioni di atletica leggera tra cui Stefano Baldini, Paul Tergat, Kenenisa Bekele, Muktar Edris Jacob Kiplimo, Kibiwott Kandie.
La gara inizia e finisce nel salotto buono della città in Piazza Duomo di fronte alla fontana del Nettuno e prende il nome dalle strade su cui si sviluppa il percorso che è la passeggiata dei trentini denominata proprio 'Giro al Sas'. L’evento è inserito nel Trento Running Festival un week end dedicato alla corsa che comprende anche la Trento Half Marathon oltre ad altre competizioni dedicate a ogni runner di tutte le età.

## Storia

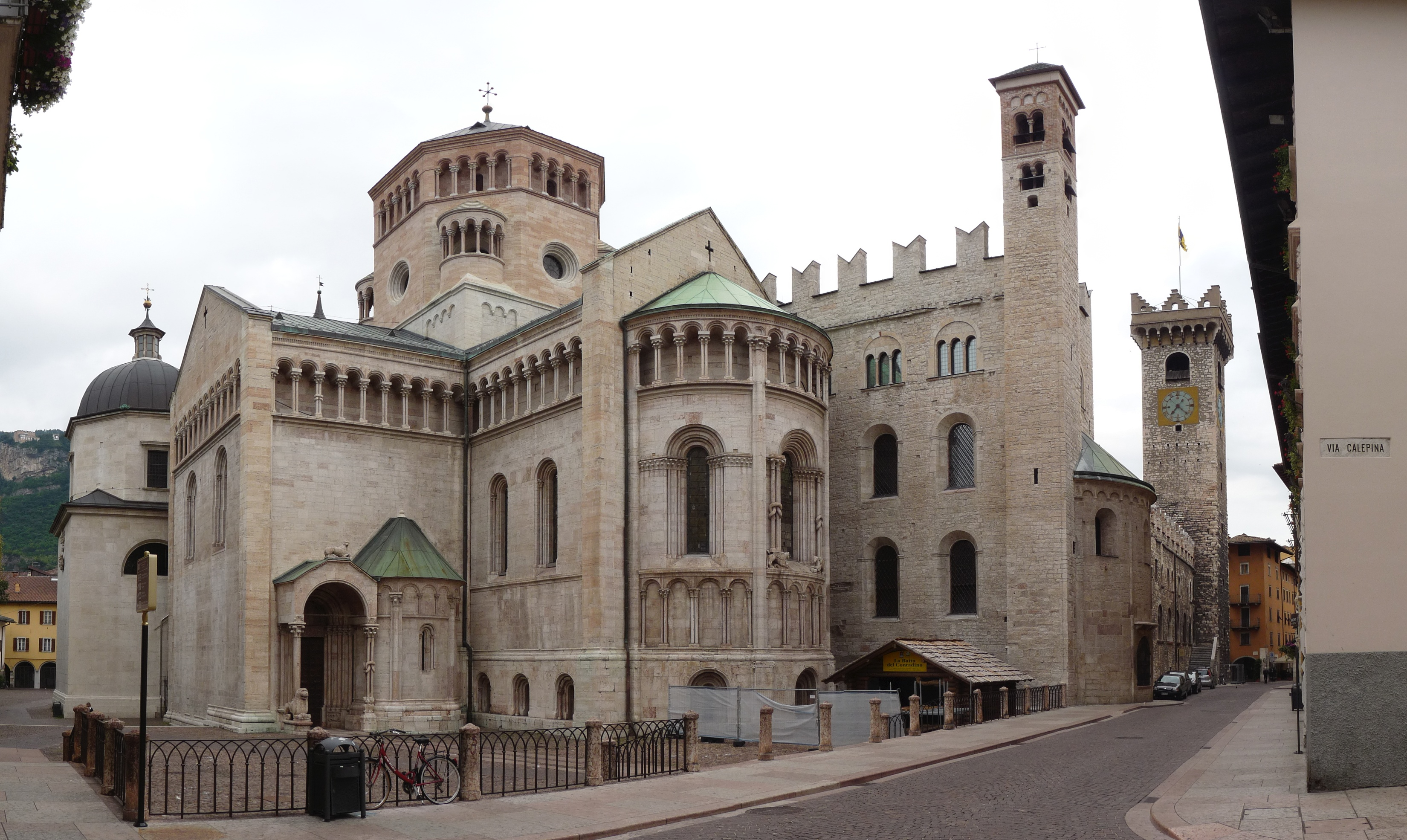
Il Duomo di Trento, centro della gara

La storia del concorso può essere fatta risalire al 1907, quando un gruppo della comunità ha organizzato una gara per le strade della città di circa 6 km, nell'ambito della celebrazione di San Vigilio, patrono di Trento. Domenico Gottin, un corridore del Veneto, è stato il primo a tagliare la linea del traguardo, ma in seguito venne squalificato per aver preso una scorciatoia, lasciando Isidoro Trenner (un membro del club sportivo locale) vincitore della gara inaugurale.
La gara si svolse sino all'inizio della seconda guerra mondiale e venne ripresa nel 
novembre 1945, al termine del conflitto.

## Percorso e record

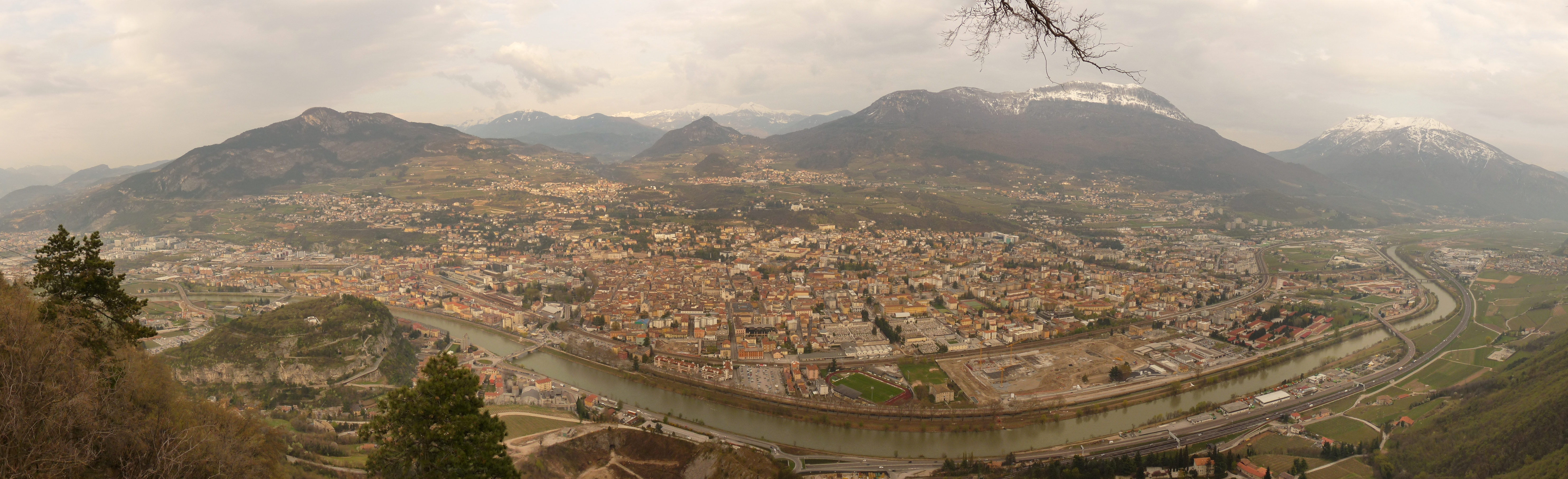
Una panoramica della Città

Il percorso della gara è variato con il tempo: nel 1960 la gara fu di ben 15 km, prima di esistere come un circuito di 12 km, dal 1970 alla metà degli anni 1990. Dal 1997 al 2004, la gara divenne di 10 giri per un circuito finale di 10,9 chilometri. Ed infine dal 2005 fino ad oggi di 10 km.
Paul Kimaiyo Kimugul del Kenya detiene il record sulla 10 km con un tempo di 28 minuti. Un altro Keniano, Paul Kosgei Malakwen, detiene invece il record per la 10,9 km in 30:46 minuti. È una competizione aperta solo alle categorie maschili, solo nell’edizione 2005 è stata aggiunta al programma la competizione per le categorie femminili con la vittoria della gara di 10 km, in 33:15 minuti, da Bruna Genovese, una professionista nel campo della Maratona (atletica leggera).

## Albo d'oro

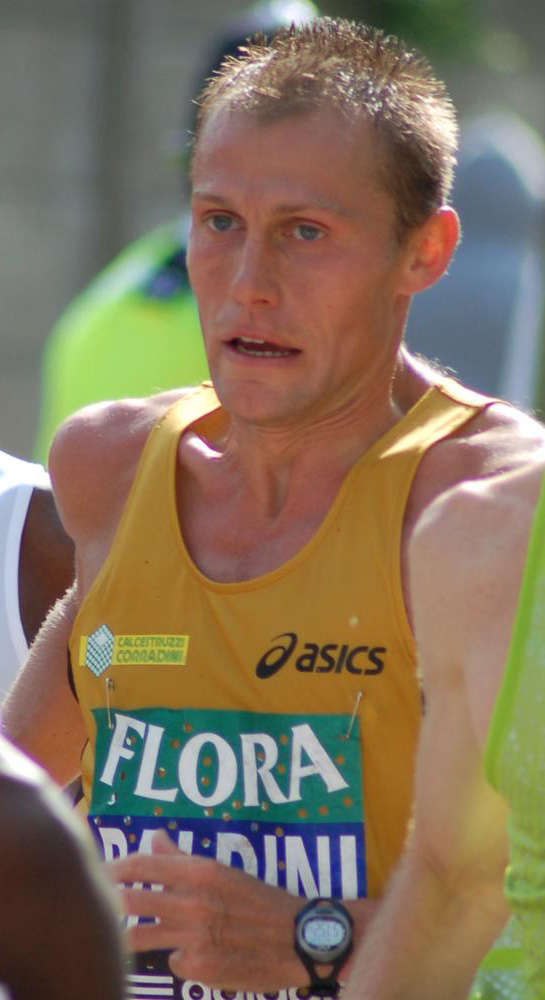
Stefano Baldini è stato tre volte campione sul circuito.

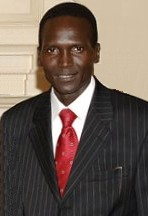
Paul Tergat vincitore della gara nel 1997.

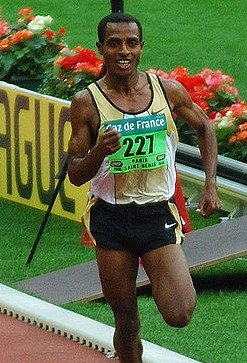
Kenenisa Bekele, Vincitore della gara nel 2001 e detentore di moltissimi titoli olimpici.

Legenda:
  12 km
  10,9 km
  10 km
| Anno | Vincitore maschile   | Nazione       | Tempo (m:s)     |
| ---- | -------------------- | ------------- | --------------- |
| 1945 | Elvio Schiavini      | Italia        |                 |
| 1946 | Giovanni Nocco       | Italia        |                 |
| 1947 | Giovanni Nocco       | Italia        |                 |
| 1948 | Kurt Rötzer          | Austria       |                 |
| 1949 | Giuseppe Beviacqua   | Italia        |                 |
| 1950 | Giovanni Nocco       | Italia        |                 |
| 1951 | Zdravko Ceraj        | Jugoslavia    |                 |
| 1952 | Pierre Page          | Svizzera      |                 |
| 1953 | Walter Konrad        | Germania      |                 |
| 1954 | Drago Štritof        | Jugoslavia    |                 |
| 1955 | Walter Konrad        | Germania      |                 |
| 1956 | Giacomo Peppicelli   | Italia        |                 |
| 1957 | Franjo Mihalić       | Jugoslavia    |                 |
| 1958 | Silvio De Florentiis | Italia        |                 |
| 1959 | Franjo Mihalić       | Jugoslavia    |                 |
| 1960 | Franjo Mihalić       | Jugoslavia    |                 |
| 1961 | Antonio Ambu         | Italia        |                 |
| 1962 | Franco Antonelli     | Italia        |                 |
| 1963 | Nedeljko Farčić      | Jugoslavia    | 48:0 (15 km)    |
| 1964 | Antonio Ambu         | Italia        |                 |
| 1965 | Antonio Ambu         | Italia        |                 |
| 1966 | Antonio Ambu         | Italia        |                 |
| 1967 | Antonio Ambu         | Italia        |                 |
| 1968 | Antonio Ambu         | Italia        |                 |
| 1969 | Antonio Ambu         | Italia        |                 |
| 1970 | Lutz Philipp         | Germania      | 35:56           |
| 1971 | Giuseppe Ardizzone   | Italia        | 36:36           |
| 1972 | Werner Dössegger     | Svizzera      | 36:39           |
| 1973 | Werner Dössegger     | Svizzera      |                 |
| 1974 | Luigi Lauro          | Italia        |                 |
| 1975 | Primo Gretter        | Italia        | 37:52           |
| 1976 | Primo Gretter        | Italia        | 37:47           |
| 1977 | Luigi Zarcone        | Italia        |                 |
| 1978 | Domingo Tibaduiza    | Colombia      | 36:47           |
| 1979 | Luigi Zarcone        | Italia        |                 |
| 1980 | Gianni Demadonna     | Italia        | 36:45           |
| 1981 | Venanzio Ortis       | Italia        | 36:50           |
| 1982 | Robert McDonald      | Australia     | 36:42           |
| 1983 | Gianni Demadonna     | Italia        | 36:18           |
| 1984 | Mike McLeod          | Inghilterra   | 37:13           |
| 1985 | Gianni Demadonna     | Italia        | 37:00           |
| 1986 | Andrew Masai         | Kenya         | 36:55           |
| 1987 | Francesco Panetta    | Italia        | 35:57           |
| 1988 | Francesco Panetta    | Italia        | 35:43           |
| 1989 | Said Ermili          | Marocco       | 36:32           |
| 1990 | Abderrahim Zitouna   | Marocco       | 28:01           |
| 1991 | Non disputata        | Non disputata | Non disputata   |
| 1992 | Eliud Barngetuny     | Kenya         | 35:04           |
| 1993 | Thierry Pantel       | Francia       | 36:04           |
| 1994 | Jonah Koech Kimurgor | Kenya         | 35:53           |
| 1995 | Andrew Masai         | Kenya         | 35:58           |
| 1996 | Non disputata        | Non disputata | Non disputata   |
| 1997 | Paul Tergat          | Kenya         | 31:15           |
| 1998 | Giuliano Battocletti | Italia        | 30:34           |
| 1999 | John Cheruiyot Korir | Kenya         | 31:05           |
| 2000 | Paul Kosgei Malakwen | Kenya         | 30:46           |
| 2001 | Kenenisa Bekele      | Etiopia       | 30:49           |
| 2002 | Stefano Baldini      | Italia        | 30:50           |
| 2003 | Martin Sulle         | Tanzania      | 28:34           |
| 2004 | Stefano Baldini      | Italia        | 31:21           |
| 2005 | Paul Kimaiyo Kimugul | Kenya         | 28:00           |
| 2006 | Stefano Baldini      | Italia        | 28:43           |
| 2007 | Moses Mosop          | Kenya         | 29:59 (10,5 km) |
| 2008 | Moses Mosop          | Kenya         | 28:29           |
| 2009 | Edwin Soi            | Kenya         | 29:25           |
| 2010 | Edwin Soi            | Kenya         | 28:45           |
| 2011 | Edwin Soi            | Kenya         | 29:16           |
| 2012 | Edwin Soi            | Kenya         | 28:43           |
| 2013 | Edwin Soi            | Kenya         | 29:01           |
| 2014 | Muktar Edris         | Etiopia       | 28:52           |
| 2015 | Muktar Edris         | Etiopia       | 28:45           |
| 2016 | Abdallah Mande       | Uganda        | 28:47           |
| 2017 | Muktar Edris         | Etiopia       | 28:54           |
| 2018 | Jacob Kiplimo        | Uganda        | 28:17           |
| 2019 | Haile Telhaun Bekele | Etiopia       | 28:09           |
| 2020 | Non disputata        | Non disputata | Non disputata   |
| 2021 | Muktar Edris         | Etiopia       | 28:13           |
| 2022 | Muktar Edris         | Etiopia       | 28:47           |
| 2023 | Kibiwot Kandie       | Kenya         | 28:48           |
| 2024 | Charles Rotich       | Kenya         | 28:20           |

## Statistiche

### Vincitori per Stati
| Stato       | Numero Vittorie |
| ----------- | --------------- |
| Italia      | 31              |
| Kenya       | 16              |
| Etiopia     | 7               |
| Jugoslavia  | 6               |
| Germania    | 3               |
| Svizzera    | 3               |
| Marocco     | 2               |
| Uganda      | 2               |
| Tanzania    | 2               |
| Australia   | 1               |
| Austria     | 1               |
| Colombia    | 1               |
| Inghilterra | 1               |
| Francia     | 1               |
| Totali      |                 |
| 14          | 76              |

### Atleti con più vittorie sul percorso
| Nome Atleta       | Stato      | Vittoria | Anno                         |
| ----------------- | ---------- | -------- | ---------------------------- |
| Antonio Ambu      | Italia     | 7        | 1961, 1964–1969              |
| Edwin Soi         | Kenya      | 5        | 2009, 2010, 2011, 2012, 2013 |
| Muktar Edris      | Etiopia    | 5        | 2014, 2015, 2017, 2021, 2022 |
| Giovanni Nocco    | Italia     | 3        | 1946, 1947, 1950             |
| Franjo Mihalić    | Jugoslavia | 3        | 1957, 1959, 1960             |
| Gianni Demadonna  | Italia     | 3        | 1980, 1983, 1985             |
| Stefano Baldini   | Italia     | 3        | 2002, 2004, 2006             |
| Moses Mosop       | Kenya      | 2        | 2007, 2008                   |
| Andrew Masai      | Kenya      | 2        | 1986, 1995                   |
| Francesco Panetta | Italia     | 2        | 1987, 1988                   |
| Luigi Zarcone     | Italia     | 2        | 1977, 1979                   |
| Primo Gretter     | Italia     | 2        | 1975, 1976                   |
| Werner Dössegger  | Svizzera   | 2        | 1972, 1973                   |
| Walter Konrad     | Germania   | 2        | 1953, 1955                   |